# 訓子府町図書館
訓子府町図書館（くんねっぷちょうとしょかん）は、北海道常呂郡訓子府町に所在する公立図書館。

## 概要
1951年（昭和26年）に訓子府町公民館の図書室として開設され、蔵書数約300冊からスタートした。
1984年（昭和59年）11月に公民館から移転し訓子府町図書館として開館すると、利用登録者数が急増しそれに伴い図書貸出率（住民一人当たりの年間貸出冊数）も上昇。1985年（昭和60年）度の図書貸出率は12.5冊（前年比1.5倍）となり、全国一を記録した。それ以降も高い図書貸出率を維持し、全国集計が行われていた1993年（平成5年）度までで、計8回も全国一を記録している。

## 沿革
- 1951年（昭和26年）11月：訓子府町公民館図書室として開設[1]。
- 1984年（昭和59年）
  - 6月5日：訓子府町図書館着工[2]。
  - 10月2日：訓子府町図書館竣工[2]。
  - 11月：訓子府町図書館開館[1]。
- 1985年（昭和60年）度：図書貸出率が全国一となる[1]。
- 1987年（昭和62年）度：2年ぶりに図書貸出率が全国一となる[1]。
- 1993年（平成05年）度：1987年度から7年連続で図書貸出率全国一を記録[1]。
- 2020年（令和02年）：4月より毎月第2日曜を試行的に開館[1]。

## サービス
利用者登録を行い、図書館カードを作成することで借りることができる。
貸出期間は2週間だが、貸出冊数に制限は無い。返却する場合は閲覧室内の返却カウンターに置くか、閉館時は入口のブックポストに入れる。

### 開館時間
- 月～金曜日：10時～18時（但し、5～10月の水曜日は19時まで）
- 土曜日：10時～15時

### 休館日
- 日曜日（但し、試験的に第2日曜日は開館(10時～17時)）
- 国民の休日
- 年末年始（12月30日から翌1月4日まで）